# Montasio
Pour le sommet des Alpes, voir Montasch.
Le montasio est un fromage à base de lait de vache, à pâte pressée non-cuite, typique de l'Italie nord-orientale, produit principalement dans la région du Frioul-Vénétie Julienne, soumis à des procédures de production et d'affinage strictes, établies et supervisées par le consortium basé à Codroipo (province d'Udine).

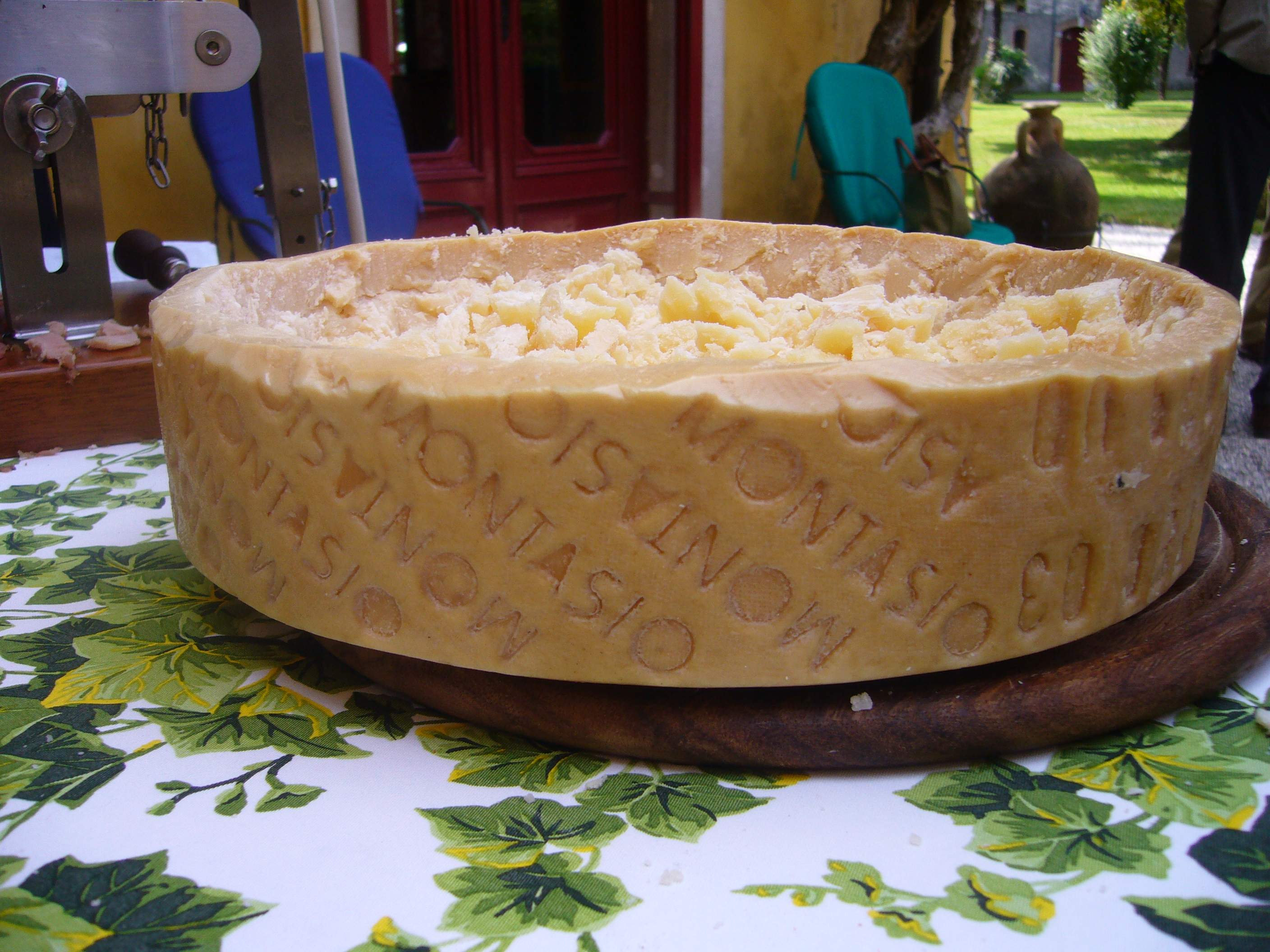
Meule de Montasio.

Depuis le 12 juin 1996, la dénomination Montasio est protégée au niveau européen par une appellation d'origine protégée (AOP).

## Histoire
Le Montasio prend son nom du massif du Montasch (en italien, Montasio), où le fromage est produit depuis 1200 et où s'étendent les hauts pâturages où historiquement se pratiquait l'alpage. Les premières techniques de production ont été affinées à l'abbaye de San Gallo di Moggio Udinese, tandis que la première preuve du nom remonte au décret du 22 août 1773, lorsque le conseil de la ville d'Udine impose aux commerçants la vente à prix fixe de certains produits, dont, apprend-on dans ce document, ce fromage pour lequel le prix de 19 soldi la livre est imposé.
Déjà en 1880, un mouvement coopératif de laiteries se forme pour en soutenir la production. Un décret du Ministère de l'agriculture et des forêts du 16 mars 1987 confie à l'Association des producteurs de Montasio les tâches de supervision, de contrôle et de commercialisation de sa production,.
Le produit est obtenu selon des techniques traditionnelles qui dans le temps se sont consolidées en suivant l'évolution du secteur.

## Aire de production

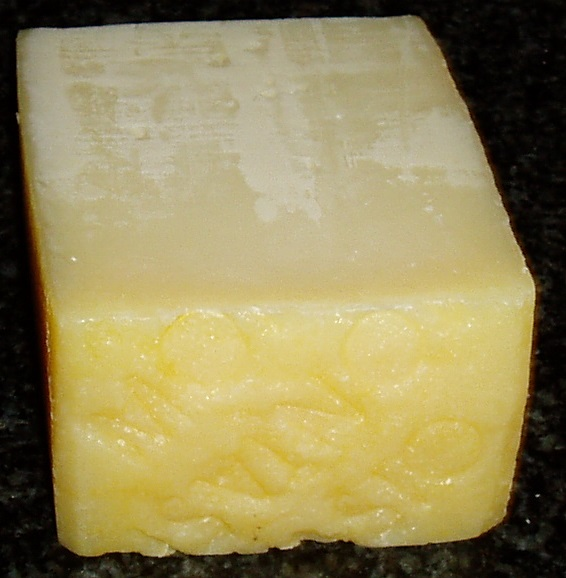
Morceau de fromage Montasio

L'aire de production, établie par décret du président de la République italienne du 13 mars 1986, recouvre l'ensemble des provinces du Frioul-Vénétie Julienne et en Vénétie, la province de Trévise et la province de Belluno, la province de Venise jusqu'à Chioggia et la partie nord de la province de Padoue. Il est actuellement produit et affiné sur tout le territoire de la province d'Udine (17 membres producteurs), de la province de Pordenone (11), de la province de Gorizia (1), de la province de Belluno (1), de la provence de Trévise (10) et dans une partie de la province de Padoue (1) et de la province de Venise (2).

## Caractéristiques
Les ingrédients sont du lait de vache qui doit respecter des limites en ce qui concerne la charge bactérienne, du sel et de la présure. Le vieillissement nécessite un minimum de 60 jours.
Sa saveur est douce pour le frais et devient plus prononcée pour le stagionato. Avec le temps, la croûte s'assombrit et devient plus sèche. Les cylindres ont un diamètre entre 30 et 35 cm et une hauteur minimale de 8 cm. La meule doit peser entre 6 et 8 kg.
Il existe quatre différents affinages pour le Montasio qui lui donnent une saveur, un aspect, une couleur et une consistance différents :
- Fresco  (frais) :  d'une durée de deux mois
- Mezzano (demi-vieux) : cinq à dix  mois
- Stagionato (vieux) : à partir de dix mois
- Stravecchio (très vieux) : à partir de dix-huit mois

## Apparence et goût
Il est doux, lacté, avec a une saveur délicate d'herbe fraîche quand il est jeune, la pâte est blanche, la croûte est blanche et molle ; à mesure que le vieillissement augmente, la saveur devient plus aromatique, douce et sapide, avec des notes d'umami, la croûte plus dure, la couleur plus jaune et la pâte molle devient friable et dure. C'est l'ingrédient principal de l'un des plats les plus caractéristiques de la cuisine frioulane, le frico, et il est généralement utilisé dans le Frioul dans le plat appelé polente et formadi.